# Listă de filme de groază din 2006
Aceasta este o listă de filme de groază din 2006.
| Titlu                                      | Regizor | Distribuție                                                            | Țara                                                                                         | Note            |
| ------------------------------------------ | --- | ---------------------------------------------------------------------- | -------------------------------------------------------------------------------------------- | --------------- |
| The 8th Plague                             | Franklin Guerrero Jr. | Charles Edwin Powell, DJ Perry, Hollis McLachlan                       | Statele Unite ale Americii                                                                   | Direct-to-video |
| 9:56                                       | Ahn Byung-Ki | Yuko Fueki, Kim Gyu-min, Park Ha-seon                                  | Coreea de Sud                                                                                | [ 2 ]           |
| A Dead Calling                             | Michael Feifer | Sid Haig, Bill Moseley, Timothy Oman                                   | Statele Unite ale Americii                                                                   | Direct-to-video |
| The Abandoned                              | Nacho Cerdà | Karel Roden, Carlos Reig-Plaza, Anastasia Hille                        | Bulgaria · Regatul Unit al Marii Britanii și al Irlandei de Nord · Spania                    |                 |
| Abominable                                 | Ryan Schifrin | Matt McCoy, Michael Deak, Haley Joel                                   | Statele Unite ale Americii                                                                   | [ 4 ]           |
| All The Boys Love Mandy Lane               | Jonathan Levine | Amber Heard, Anson Mount, Michael Welch                                | Statele Unite ale Americii                                                                   | [ 5 ]           |
| Altered                                    | Eduardo Sanchez | Brad William Henke, Paul McCarthy Boyington                            | Statele Unite ale Americii                                                                   | [ 6 ]           |
| An American Haunting                       | Courtney Solomon | Donald Sutherland, Sissy Spacek, Rachel Hurd-Wood                      | Statele Unite ale Americii                                                                   | [ 7 ]           |
| Are You Scared?                            | Andy Hurst | Erin Consalvi, Amy Lyndon, Soren Bowie                                 | Statele Unite ale Americii                                                                   |                 |
| At the end of the Spectra                  | Juan Felipe Orozco | Noëlle Schonwald, Julieth Restrepo                                     | Columbia                                                                                     |                 |
| Automaton Transfuion                       | Steven C. Miller | Garrett Jones, Juliet Reeves, William Howard Bowman                    | Statele Unite ale Americii                                                                   |                 |
| Beastly Boyz                               | David DeCoteau | Sebastian Gacki, Valerie Murphy, Kyle Schwitek                         | Canada · Statele Unite ale Americii                                                          | [ 8 ]           |
| Behind the Mask: The Rise of Leslie Vernon | Scott Glosserman | Nathan Baesel, Angela Goethals, Robert Englund                         | Statele Unite ale Americii                                                                   | [ 9 ]           |
| Bit Parts                                  | Dave Reda | Michelle Angel, Peter Redman, Molly Fix                                | Statele Unite ale Americii                                                                   | [ 10 ]          |
| Black Christmas                            | Glen Morgan | Katie Cassidy, Michelle Trachtenberg, Mary Elizabeth Winstead          | Statele Unite ale Americii                                                                   | [ 11 ]          |
| Black Sheep                                | Jonathan King | Nathan Meister, Peter Feeney, Danielle Mason                           | Noua Zeelandă                                                                                | [ 12 ]          |
| Blood Creek                                | Sean Cisterna | Angelica Montesano, Perry Mucci, Rosanna Grelo                         | Statele Unite ale Americii                                                                   | Direct-to-video |
| Blood Ranch                                | Corbin Timbrook | Dayton Knoll, Season Hamilton, Mike Faiola                             | Statele Unite ale Americii                                                                   | Direct-to-video |
| The Blood Shed                             | Alan Rowe Kelly | Michael Gingold, Zoë Daelman Chlanda, Kane Manera                      | Statele Unite ale Americii                                                                   | [ 15 ]          |
| Blood Trails                               | Robert Krause | Ben Price, Kurt Rauscher, J.J. Straub                                  | Germania                                                                                     |                 |
| Bloody Mary                                | Richard Valentine | Christian Schrapff, Amber Borycki, Matthew Borlenghi                   | Statele Unite ale Americii                                                                   | [ 16 ]          |
| Bloodmyth                                  | John Rackham | Jane Gull, Ben Shockley, Robert Hartley Wainwright                     | Regatul Unit al Marii Britanii și al Irlandei de Nord                                        | [ 17 ]          |
| Bram Stoker's Dracula's Curse              | Leigh Scott | Thomas Downey, Eliza Swenson, Tom Nagel                                | Statele Unite ale Americii                                                                   | [ 18 ]          |
| The Breed                                  | Nicholas Mastandrea | Michelle Rodriguez, Hill Harper, Taryn Manning                         | Statele Unite ale Americii                                                                   | [ 19 ]          |
| Broken                                     | Adam Mason, Simon Boyes | Nadja Brand, Eric Colvin, Abbey Stirling                               | Regatul Unit al Marii Britanii și al Irlandei de Nord                                        | [ 20 ]          |
| Bug                                        | William Friedkin | Ashley Judd, Michael Shannon, Lynn Collins                             | Statele Unite ale Americii                                                                   |                 |
| Candy Stripers                             | Kate Robbins | Nicole Rayburn, Kevin Thomas Fee, Sarah McGuire                        | Statele Unite ale Americii                                                                   | [ 21 ]          |
| Caved In: Prehistoric Terror               | Richard Pepin | Chelan Simmons, Angela Featherstone, Monica Barladeanu                 | Canada · Statele Unite ale Americii                                                          | [ 22 ]          |
| Chain Reaction                             | Olaf Ittenbach | Christopher Kriesa, Martina Ittenbach, Jaymes Butler                   | Germania                                                                                     |                 |
| City of Rott                               | Frank Sudol | Frank Sudol                                                            | Statele Unite ale Americii                                                                   | Animation       |
| The Curse of King Tut's Tomb               | Russell Mulcahy | Malcolm McDowell, Casper Van Dien, Parvin Dabas                        | Statele Unite ale Americii                                                                   | [ 23 ]          |
| The Curse of Lizzie Borden                 | Ford Austin | Danielle De Luca, Jed Rowen, Kerry Lynne Feirman                       | Statele Unite ale Americii                                                                   | [ 24 ]          |
| Cold Prey                                  | Roar Uthaug | Rune Melby, Ingrid Bolsø Berdal, Rolf Kristian Larsen                  | Norvegia                                                                                     | [ 25 ]          |
| The Covenant                               | Renny Harlin | Steven Strait, Sebastian Stan, Laura Ramsey                            | Statele Unite ale Americii                                                                   | [ 26 ]          |
| Creepshow 3                                | Ana Clavell, James Glenn Dudelson | Rami Rank, Derek Schachter, Leonardo Millán                            | Statele Unite ale Americii                                                                   |                 |
| The Damned                                 | Eduardo Quiroz, Jose Quiroz | Jose Rosete, Victor Zaragoza, Todd Bridges                             | Statele Unite ale Americii                                                                   | [ 27 ]          |
| Dark Corners                               | Ray Gower | Glenn Beck, Thora Birch, Christien Anholt                              | Statele Unite ale Americii · Regatul Unit al Marii Britanii și al Irlandei de Nord           | [ 28 ]          |
| Dark Fields                                | Allan Randall, Mark McNabb |                                                                        | Canada                                                                                       | Direct-to-video |
| The Dark Hour                              | Elio Quiroga | Omar Muñoz, Silke Klein, Julio Perillán                                | Spania                                                                                       |                 |
| Dark Ride                                  | Craig Singer | Jennifer Tisdale, Jamie-Lynn Sigler, Patrick Renna, David Rogers       | Statele Unite ale Americii                                                                   | [ 30 ]          |
| Darna Zaroori Hai                          | J.D. Chakravarthi, Manish Gupta, Sajid Khan, Jijy Philip, Prawal Raman, Vivek Shah, Ram Gopal Varma                                                | Amitabh Bachchan, Mallika Sherawat, Sunil Shetty                       | India                                                                                        | [ 31 ]          |
| Dead & Deader                              | Patrick Dinhut | Natassia Malthe, Dean Cain, Ellie Cornell                              | Statele Unite ale Americii                                                                   | [ 32 ]          |
| Dead End                                   | Erwin van den Eshof | Victoria Koblenko, Everon Jackson Hooi, Anniek Pheifer                 | Țările de Jos                                                                                |                 |
| Dead in the Water                          | Marc Buhmann | Alissa Bailey, Christie Burgess, Megan Renee Burgess                   | Statele Unite ale Americii                                                                   | [ 33 ]          |
| Death Row                                  | Kevin VanHook | Jake Busey, Stacy Keach, Shanna Collins                                | Statele Unite ale Americii                                                                   | [ 34 ]          |
| Delivery                                   | Jose Zambrano Cassella | Gail Bowen, Tara Cardinal, Petra Bukalo                                | Statele Unite ale Americii                                                                   |                 |
| Desperation                                | Mick Garris | Tom Skerritt, Sylva Kelegian, Ron Perlman                              | Statele Unite ale Americii                                                                   | Television film |
| The Devil's Chair                          | Adam Mason | Pollyanna Rose, Olivia Hill, Elize du Toit                             | Regatul Unit al Marii Britanii și al Irlandei de Nord                                        | [ 36 ]          |
| The Devil's Den                            | Jeff Burr | Kelly Hu, Devon Sawa, Ken Foree                                        | Statele Unite ale Americii                                                                   | [ 37 ]          |
| Die and Let Live                           | Justin Channell | Zane Crosby, Sarah Bauer, Lloyd Kaufman                                | Statele Unite ale Americii                                                                   | [ 38 ]          |
| Dorm                                       | Songyos Sugmakanan | Chalee Trairat, Jintara Sugapat, Siranath Jianthavorn                  | Thailanda                                                                                    | [ 39 ]          |
| Dorm of the Dead                           | Donald Farmer | Tiffany Shepis, Kiersten Hall, Vera Vanguard                           | Statele Unite ale Americii                                                                   | [ 40 ]          |
| Dracula                                    | Bill Eagles | Marc Warren, Rafe Spall, Sophia Myles                                  | Regatul Unit al Marii Britanii și al Irlandei de Nord                                        |                 |
| Dracula's Guest                            | Michael Feifer | Wes Ramsey, Amy Lyndon, Maya Waterman                                  | Statele Unite ale Americii                                                                   | [ 41 ]          |
| Drawn in Blood                             | Péter Palátsik | Anna Fin, Dan van Husen, Patrick Dewayne                               | Germania                                                                                     | [ 42 ]          |
| Driller                                    | Songyos Sugmakanan | Tanya Dempsey, Eric Spudic, Jef Rowen                                  | Statele Unite ale Americii                                                                   | [ 43 ]          |
| Easter Bunny, Kill! Kill!                  | Chad Ferrin | Timothy Muskatell, Marina Blumenthal, Trent Haaga                      | Statele Unite ale Americii                                                                   | [ 44 ]          |
| El Mascarado Massacre                      | Jesse Baget | Adam Huss, Leyla Milani, Irwin Keyes                                   | Statele Unite ale Americii                                                                   |                 |
| Evil                                       | Yorgos Noussias | Meletis Georgiadis, Mary Tsoni, Themis Katz                            | Grecia                                                                                       | [ 45 ]          |
| Evil Bong                                  | Charles Band | Tommy Chong, Bill Moseley Tim Thomerson                                | Statele Unite ale Americii                                                                   | [ 46 ]          |
| Fallen Angels                              | Jeff Thomas | Bill Moseley, Adrianne Curry, Kane Hodder                              | Statele Unite ale Americii                                                                   | [ 47 ]          |
| A Feast of Flesh                           | Mike Watt | Amy Lynn Best, Stacy Bartlebaugh-Gmys, Aaron Bernard, Debbie Rochon    | Statele Unite ale Americii                                                                   | Direct-to-video |
| The Feeding                                | Paul Moore | Robert Pralgo, Courtney Hogan, Barry Ellenberger                       | Statele Unite ale Americii                                                                   |                 |
| Feeding Ground                             | Junior Bonner | Jamie Gannon, Kiralee Hayashi, Alex Ballar                             | Statele Unite ale Americii                                                                   | [ 49 ]          |
| Fido                                       | Andrew Currie | Carrie-Anne Moss, Billy Connolly, Dylan Baker                          | Canada                                                                                       | [ 50 ]          |
| Final Destination 3                        | James Wong | Mary Elizabeth Winstead, Ryan Merriman, Kris Lemche, Alexz Johnson     | Statele Unite ale Americii                                                                   | [ 51 ]          |
| Fingerprints                               | Harry Basil |                                                                        | Statele Unite ale Americii                                                                   |                 |
| Five Across the Eyes                       | Greg Swinson, Ryan Thiessen | Sandra Paduch, Danielle Lilley, Angela Brunda                          | Statele Unite ale Americii                                                                   | [ 52 ]          |
| Forbidden Siren                            | Yukihiko Tsutsumi | Yui Ichikawa                                                           | Japonia                                                                                      |                 |
| Frankenstein Reborn                        | Leigh Scott | Rhett Giles, Eliza Swenson, Matt Kawczynski                            | Statele Unite ale Americii                                                                   | [ 53 ]          |
| Frankenstein's Bloody Nightmare            | John R. Hand | Amy Olivastro, Chester Delacruz, Justine Davis                         | Statele Unite ale Americii                                                                   | [ 54 ]          |
| FrightWorld                                | David R. Williams, Mike Bohatch | Tiffany Scott, Michael Ciesla, Crystal Gonzales                        | Statele Unite ale Americii                                                                   | [ 55 ]          |
| Frostbiten                                 | Anders Banke | , Emma Åberg Måns Nathanaelson, Grete Havnesköld                       | Suedia                                                                                       | [ 56 ]          |
| Gangs of the Dead                          | Duanne Stinnett | Enrique Almeida, Howard Alonzo, Reggie Bannister                       | Statele Unite ale Americii                                                                   | [ 57 ]          |
| Ghost Game                                 | Sarawut Wichiensarn | Pachornpol Jantieng, Supatsiri Patomnupong, Wacharin Jinamulee         | Thailanda                                                                                    |                 |
| Ghost Son                                  | Lamberto Bava | Laura Harring, Pete Postlethwaite, Coralina Cataldi-Tassoni            | Italia · Africa de Sud · Spania · Regatul Unit al Marii Britanii și al Irlandei de Nord      | [ 58 ]          |
| Ghost Train                                | Takeshi Furusawa | Erika Sawajiri, Shun Oguri                                             | Japonia                                                                                      | [ 59 ]          |
| God's Left Hand, Devil's Right Hand        | Shusuke Kaneko | Asuka Shibuya, Al Maeda, Momoko Shimizu                                | Japonia                                                                                      | [ 60 ]          |
| The Gravedancers                           | Mike Mendez | Dominic Purcell, Josie Maran, Clare Kramer                             | Statele Unite ale Americii                                                                   | [ 61 ]          |
| The Graveyard (film)                       | Michael Feifer | Erin Reese, Leif Lillehaugen, Lindsay Ballew                           | Statele Unite ale Americii                                                                   | Direct-to-video |
| Grimm Love                                 | Martin Weisz | Thomas Huber, Keri Russell, Thomas Kretschmann                         | Germania                                                                                     | [ 62 ]          |
| The Grudge 2                               | Takashi Shimizu | Amber Tamblyn, Arielle Kebbel, Jennifer Beals                          | Statele Unite ale Americii                                                                   | [ 63 ]          |
| Guardians                                  | Drew Maxwell | Tara Ketterer, Hemi Marcum, Neda Stevic                                | Turcia                                                                                       | [ 64 ]          |
| Halloween Night                            | Mark Atkins | Rebekah Kochan, Nicholas Daly Clark, Amelia Jackson-Gray               | Statele Unite ale Americii                                                                   | [ 65 ]          |
| Hatchet                                    | Adam Green | Joel Moore, Tamara Feldman, Deon Richmond                              | Statele Unite ale Americii                                                                   | [ 66 ]          |
| Hell's Half Acre                           | Sean Tiedeman & Scott Krycia | Tesia Nicoli, Todd LaBar, Ken Schwarz                                  | Statele Unite ale Americii                                                                   | Direct-to-video |
| The Hills Have Eyes                        | Alexandre Aja | Aaron Stanford, Emilie de Ravin, Dan Byrd, Vinessa Shaw                | Statele Unite ale Americii                                                                   | [ 67 ]          |
| Hollow Man II                              | Claudio Fäh | Laura Regan, Christian Slater, Sarah Deakins                           | Statele Unite ale Americii                                                                   | Direct-to-video |
| This Hollow Sacrament                      | Greg Stechman | Anthony Falcon, Ryan Pratton, John Geckler                             | Statele Unite ale Americii                                                                   | [ 68 ]          |
| Hood of Horror                             | Stacy Title | Snoop Dogg, Lin Shaye, Danny Trejo                                     | Statele Unite ale Americii                                                                   | [ 69 ]          |
| The Host                                   | Bong Joon-ho | Song Kang-ho, Byun Hee-bong, Park Hae-il                               | Coreea de Sud                                                                                | [ 70 ]          |
| The House Next Door                        | Jeff Woolnough | Lara Flynn Boyle, Emma Campbell, Charlotte Sullivan                    | Statele Unite ale Americii                                                                   |                 |
| I'll Always Know What You Did Last Summer  | Sylvain White |                                                                        | Statele Unite ale Americii                                                                   | Direct-to-video |
| In a Dark Place'                           | Donato Rotunno | Graham Pountney, Leelee Sobieski, Chris Bearne                         | Luxemburg · Regatul Unit al Marii Britanii și al Irlandei de Nord                            |                 |
| Kilometer 31                               | Rigoberto Castañeda | Iliana Fox, Hanna Sirog, Adrià Collado                                 | Mexic · Spania                                                                               |                 |
| Kraken: Tentacles of the Deep              | Tibor Takács | Victoria Pratt, Charlie O'Connell, Kristi Angus                        | Canada · Statele Unite ale Americii                                                          |                 |
| Last Rites of the Dead                     | Marc Fratto | Gina Ramsden, Gaetano Iacono, Shannon Moore                            | Statele Unite ale Americii                                                                   |                 |
| Legend of the Sandsquatch                  | Lola Wallace | Mike Korich, Travis Betz, Katie Rhine                                  | Statele Unite ale Americii                                                                   | [ 72 ]          |
| The Legend of Viper's Hill                 | David A. Lloyd | Brian Hillhouse, Tina Michaud, Donna Henry                             | Statele Unite ale Americii                                                                   | [ 73 ]          |
| The Living and the Dead                    | Simon Rumley | Roger Lloyd-Pack, Kate Fahy, Neil Conrich                              | Regatul Unit al Marii Britanii și al Irlandei de Nord                                        |                 |
| Living Death                               | Erin Berry | Kristy Swanson, Vik Sahay, Rajiv Narang                                | Canada                                                                                       | [ 74 ]          |
| The Lonely Ones                            | David Michael Quiroz Jr. | Heather Conforto, Jose Rosete, Ron Berg                                | Statele Unite ale Americii                                                                   | [ 75 ]          |
| The Lost                                   | Chris Sivertson | Marc Senter, Jennifer Fitch, Alex Frost                                | Statele Unite ale Americii                                                                   | [ 76 ]          |
| LovecraCked! The Movie                     | Biff Juggernaut, Tomas Almgren, Brian Barnes, Brian A. Bernhard, Grady Granros, Justin Powers, Jane Rose, Simon Ruben, Doug Sakmann, Ashley Thorpe | Chad Bernhard, Anna Ganster, Lloyd Kaufman                             | Statele Unite ale Americii                                                                   | [ 77 ]          |
| Mammoth                                    | Lukas Moodysson | Mark Irvingsen, Summer Glau, Leila Arcieri                             | Statele Unite ale Americii                                                                   |                 |
| The Marsh                                  | Jordan Barker | Gabrielle Anwar, Niamh Wilson, Forest Whitaker                         | Canada                                                                                       | [ 78 ]          |
| Memory                                     | Bennett Joshua Davlin | Terry Chen, Ann-Margret, Billy Zane                                    | Canada · Statele Unite ale Americii                                                          |                 |
| Mulberry Street                            | Jim Mickle | Nick Damici, Kim Blair                                                 | Statele Unite ale Americii                                                                   |                 |
| Naked Beneath the Water                    | Sean Cain | Bonnie Steiger, Randal Malone, Sean Cain                               | Statele Unite ale Americii                                                                   |                 |
| Night of the Dead: Leben Tod               | Eric Forsberg | Lola Forsberg, Elyse Ashton, Alex DeVorak                              | Statele Unite ale Americii                                                                   |                 |
| Night of the Living Dead 3-D               | Jeff Broadstreet | Sid Haig, Brianna Brown, Greg Travis                                   | Statele Unite ale Americii                                                                   | [ 79 ]          |
| Nightmare Man                              | Rolfe Kanefsky | Tiffany Shepis, Hanna Putnam, Luciano Szafir                           | Statele Unite ale Americii                                                                   | [ 80 ]          |
| The Omen                                   | John Moore | Julia Stiles, Liev Schreiber, Mia Farrow                               | Statele Unite ale Americii                                                                   | [ 81 ]          |
| One Missed Call: Final                     | Manabu Asou | Meisa Kuroki, Jang Guen-Seok, Maki Horikita                            | Japonia                                                                                      | [ 82 ]          |
| Pathogen                                   | Emily Hagins | Rose Kent-McGlew, Tiger Darrow, Alec Herskowitz                        | Statele Unite ale Americii                                                                   | [ 83 ]          |
| Penny Dreadful                             | Richard Brandes | Rachel Miner, Mimi Rogers, Mickey Jones, Michael Berryman              | Statele Unite ale Americii                                                                   | [ 84 ]          |
| Plasterhead                                | Kevin Higgins | Kathryn Merry, Ernest Dancy, Raine Brown                               | Statele Unite ale Americii                                                                   | Direct-to-video |
| Poultrygeist: Night of the Chicken Dead    | Lloyd Kaufman | Allyson Sereboff, Jason Yachanin, Robin Watkins, Elske McCain          | Statele Unite ale Americii                                                                   |                 |
| The Pumpkin Karver                         | Robert Mann | Amy Weber, Minka Kelly, Terrence Evans                                 | Australia · Statele Unite ale Americii                                                       | Direct-to-video |
| Pulse                                      | Jim Sonzero | Kristen Bell, Ian Somerhalder, Rick Gonzalez                           | Statele Unite ale Americii                                                                   | [ 87 ]          |
| Pumpkinhead: Ashes to Ashes                | Jake West | Doug Bradley, Tess Panzer, Lance Henriksen                             | România · Regatul Unit al Marii Britanii și al Irlandei de Nord · Statele Unite ale Americii | [ 88 ]          |
| Re-cycle                                   | Danny Pang, Oxide Pang Chun |                                                                        | Thailanda · Hong Kong                                                                        | [ 89 ]          |
| Requiem                                    | Hans-Christian Schmid | Sandra Hueller, Burghart Klaussner, Imogen Kogge                       | Germania                                                                                     | [ 90 ]          |
| Resonnances                                | Philippe Robert | Franck Monsigny, Livane Revel, Yann Sundberg                           | Franța                                                                                       | [ 91 ]          |
| Rest Stop: Dead Ahead                      | John Shiban | Jaimie Alexander, Deanna Russo, Joey Lawrence                          | Statele Unite ale Americii                                                                   | [ 92 ]          |
| Ring Around the Rosie                      | Rubi Zack | Gina Philips, Tom Sizemore, Jenny Mollen                               | Statele Unite ale Americii                                                                   | [ 93 ]          |
| Saw III                                    | Darren Lynn Bousman | Tobin Bell, Shawnee Smith, Dina Meyer                                  | Statele Unite ale Americii                                                                   | [ 94 ]          |
| Séance                                     | Mark L. Smith | Kandis Erickson, A.J. Lamas, Bridget Shergalis                         | Statele Unite ale Americii                                                                   | [ 95 ]          |
| See No Evil                                | Gregory Dark | Glenn Jacobs, Christina Vidal                                          | Statele Unite ale Americii                                                                   | [ 96 ]          |
| Serum                                      | Steve Franke | Lizabeth Cardenas, Bill Sebastian, Dennis O'Neill                      | Statele Unite ale Americii                                                                   | [ 97 ]          |
| Severance                                  | Christopher Smith | Danny Dyer, Laura Harris, Tim McInnerny                                | Regatul Unit al Marii Britanii și al Irlandei de Nord · Germania                             | [ 98 ]          |
| Sheitan                                    | Kim Chapiron | Vincent Cassel, Ladj Ly, Monica Bellucci                               | Franța                                                                                       | [ 99 ]          |
| Silent Hill                                | Christophe Gans | Radha Mitchell, Sean Bean, Laurie Holden                               | Canada · Franța                                                                              | [ 100 ]         |
| Simon Says                                 | William Dear | Crispin Glover, Greg Cipes, Blake Lively                               | Statele Unite ale Americii                                                                   | [ 101 ]         |
| Sisters                                    | Douglas Buck | Stephen Rea, Chloë Sevigny, JR Bourne                                  | Canada · Regatul Unit al Marii Britanii și al Irlandei de Nord · Statele Unite ale Americii  |                 |
| Sl8n8                                      | Edwin Visser, Frank van Geloven | Carolina Dijkhuizen, Linda van der Steen, Victoria Koblenko            | Țările de Jos                                                                                | [ 102 ]         |
| Slayer                                     | Kevin VanHook | Danny Trejo, Ray Park, Casper Van Dien                                 | Statele Unite ale Americii                                                                   | [ 103 ]         |
| The Slaughter                              | Jay Lee | Billy Beck, Penny Drake, Brad Milne                                    | Statele Unite ale Americii                                                                   | [ 104 ]         |
| Slaughtered                                | Kate Glover | Chloe Boreham, Steven O'Donnell, Roger Smith                           | Australia                                                                                    |                 |
| Slaughtered Vomit Dolls                    | Lucifer Valentine | Ameara Lavey, Pig Lizzy, Maja Lee                                      | Canada                                                                                       | [ 105 ]         |
| Slither                                    | James Gunn | Nathan Fillion, Elizabeth Banks, Gregg Henry                           | Statele Unite ale Americii                                                                   | [ 106 ]         |
| Snakes on a Plane                          | David R. Ellis | Samuel L. Jackson, Julianna Margulies, Nathan Phillips                 | Statele Unite ale Americii                                                                   | [ 107 ]         |
| Snakes on a Train                          | Peter Mervis | A.J. Castro, Shannon Gayle, Isaac Wade                                 | Statele Unite ale Americii                                                                   | [ 108 ]         |
| Stay Alive                                 | William Brent Bell | Jon Foster, Samaire Armstrong, Frankie Muniz                           | Statele Unite ale Americii                                                                   | [ 109 ]         |
| Stump the Band                             | JoJo Henrickson, William Holmes | Becky Boxer, Carl Ciarfalio, Dominique Davalos                         | Statele Unite ale Americii                                                                   | [ 110 ]         |
| Taxidermia                                 | György Pálfi | Adél Stanczel, Csaba Czene, Erwin Leder, Gábor Máté, Gergely Trócsányi | Ungaria                                                                                      |                 |
| The Texas Chainsaw Massacre: The Beginning | Jonathan Liebesman | Jordana Brewster, Taylor Handley, Diora Baird                          | Statele Unite ale Americii                                                                   | [ 111 ]         |
| Them                                       | David Moreau, Xavier Palud |                                                                        | Franța                                                                                       | [ 112 ]         |
| They Must Eat                              | Tommy Brunswick | Dwayne Roszkowski, Erick Adam, Dr. Rudy Hatfield                       | Statele Unite ale Americii                                                                   | [ 113 ]         |
| Tiki                                       | Ron Ford | Maria Caprille, Angela Dierdorff Petro, Wes Deitrick                   | Statele Unite ale Americii                                                                   | [ 114 ]         |
| To Let                                     | Jaume Balagueró | Macarena Gómez, Adrià Collado, Nuria González                          | Spania                                                                                       | [ 115 ]         |
| To Sir, with Love                          | Dae-wung Lim | Oh Mi-hee, Jang Seong-woon, Seo Yeong-hee                              | Coreea de Sud                                                                                | [ 116 ]         |
| The Tooth Fairy                            | Chuck Bowman | Lochlyn Munro, Chandra West                                            | Statele Unite ale Americii                                                                   | Direct-to-video |
| Trapped Ashes                              | Sean S. Cunningham, Joe Dante, John Gaeta, Monte Hellman, Ken Russell                                                                              | Jayce Bartok, Scott Lowell, Lara Harris                                | Japonia · Statele Unite ale Americii                                                         | [ 118 ]         |
| The Tripper                                | David Arquette | Courteney Cox, Lukas Haas, Balthazar Getty                             | Statele Unite ale Americii                                                                   |                 |
| Turistas                                   | John Stockwell | Josh Duhamel, Melissa George                                           | Statele Unite ale Americii                                                                   | [ 119 ]         |
| Underworld: Evolution                      | Len Wiseman | Kate Beckinsale, Sophia Myles, Zita Görög                              | Statele Unite ale Americii                                                                   | [ 120 ]         |
| Vindication                                | Bart Mastronardi | Henry Borriello, Zoë Daelman Chlanda, Raine Brown                      | Statele Unite ale Americii                                                                   | [ 121 ]         |
| Visions of Suffering                       | Andrey Iskanov | Alexandra Batrumova, Yukari Fujimoto, Svyatoslav Iliyasov              | Rusia · Statele Unite ale Americii                                                           |                 |
| Wages of Sin                               | Neil LaBute | Prentice Reedy, Emily Lucas, Ashlie Victoria Clark                     | Statele Unite ale Americii                                                                   | [ 122 ]         |
| The Wailer                                 | Andrés Navia |                                                                        | Statele Unite ale Americii                                                                   | Direct-to-video |
| When a Stranger Calls                      | Simon West | Camilla Belle, Thomas Flanagan, Katie Cassidy                          | Statele Unite ale Americii                                                                   | [ 123 ]         |
| When Evil Calls                            | Johannes Roberts | Jennifer Lim, Sean Pertwee, Dominique Pinon                            | Regatul Unit al Marii Britanii și al Irlandei de Nord                                        | [ 124 ]         |
| The Wicker Man                             | Neil LaBute | Nicolas Cage                                                           | Statele Unite ale Americii                                                                   | Remake          |
| Wilderness                                 | Michael J. Bassett | Sean Pertwee, Lenora Crichlow, Stephen Don                             | Regatul Unit al Marii Britanii și al Irlandei de Nord                                        | [ 126 ]         |
| Witchcraft 13: Blood of the Chosen         | Mel House | Tim Wrobel, Zoe Hunter, Jennifer Lafleur                               | Statele Unite ale Americii                                                                   | [ 127 ]         |
| The Witches Hammer                         | James Eaves | Claudia Coulter, Stephanie Beacham, Magda Rodriguez                    | Regatul Unit al Marii Britanii și al Irlandei de Nord                                        | [ 128 ]         |
| The Woods                                  | Lucky McKee | Bruce Campbell, Emma Campbell, Marcia Bennett                          | Statele Unite ale Americii                                                                   | [ 129 ]         |
| Zhest                                      | Denis Neimand | Yelena Babenko, Mikhail Efremov, Vyacheslav Razbegayev                 | Rusia                                                                                        |                 |
| Zombie Night 2 : Awakening                 | David J. Francis | Sharon DeWitt, Kari Grace, Tony Watt                                   | Canada                                                                                       | Direct-to-video |